# Nova konservativna stranka (Latvija)
Konservativci (latvijsko: Konservatīvie), prej znana kot Nova konservativna stranka (latvijsko: Jaunā konservatīvā partija) je liberalno-konservativna politična stranka v Latviji. Ustanovljena je bila 17. maja 2014.

## Zgodovina
Stranka je bila ustanovljena s strani 223 Latvijcev. Ideološko je stranka liberalno konservativna, stoječa iz šestih poglavitnih točk: Republika 18. novembra 1918 (dan ustanovitve Latvije), latvijsko govoreči narod (spoštovanje Latvijščine kot edinega uradnega jezika v državi), demokratična in pravna država, družina, blaginja ter geopolitična pripadnost Zahodu.
Na prvih parlamentarnih volitvah 2014 stranka ni osvojila nobenega sedeža v parlamentu. Na naslednjih, leta 2018 ji je uspel naskok na 13,95 % glasov, s čimer so osvojili 16 poslanskih mandatov. Naslednje leto je stranka neuspešno sodelovala na volitvah v Evropski parlament.
Po parlamentarnih volitvah leta 2018, je stranka vstopila v vladno koalicijo štirih strank pod vodstvom Artursa Krišjānisa Kariņša. Prevzela je tri resorje: pravosodno, šolsko in prometno ministrstvo.
Na volitvah leta 2022 so izpadli iz parlamenta.

## Zgodovina volitev

### Parlamentarne volitve
| Leto | Število glasov | Odstotek glasov | Mandati  |
| ---- | -------------- | --------------- | -------- |
| 2014 | 6.389          | 0,7 %           | 0 / 100  |
| 2018 | 114.694        | 13,95 %         | 16 / 100 |
| 2022 | 28.270         | 3,13 %          | 0 / 100  |

### Evropske volitve
| Leto | Število glasov | Odstotek glasov | Mandati |
| ---- | -------------- | --------------- | ------- |
| 2019 | 20.595         | 4,35 %          | 0 / 8   |